# هانيويل أيه جي تي 1500
هانيويل هانيويل أيه جي تي 1500 (بالإنجليزية: Honeywell AGT1500)‏ هو محرك توربين غازي. يُعد المحرك الرئيسي لسلسلة الدبابات إم1 أبرامز. تم تصميم المحرك وإنتاجه في الأصل من قبل قسم محركات لايكومينغ التوربينية في مصنع ستراتفورد لمحركات الجيش. في عام 1995، تم نقل الإنتاج إلى محطة الجيش في أننيستون، ألاباما، بعد إغلاق مصنع ستراتفورد لمحركات الجيش.
وبلغ المحرك ذروته عند 1500 حصان (1120 كيلوواط) ، مع 2768 رطل قدم (3754 نيوتن متر) من عزم الدوران في تلك الذروة ، والذي يحدث عند 3000 دورة في الدقيقة. يبلغ الحد الأقصى لعزم الدوران 3950 رطل قدم (5355 نيوتن متر) عند 1000 دورة في الدقيقة. يمكن للمحرك استخدام أنواع مختلفة من الوقود ، بما في ذلك وقود الطائرات والبنزين والديزل والديزل البحري.
في أوائل سبعينيات القرن الماضي ، تم تطوير AGT1500 إلى PLT27 ، وهو عمود توربيني ذو وزن طيران للاستخدام في طائرات الهليكوبتر. خسر هذا المحرك أمام محرك الجنرال إلكتريك (GE12(T700 في ثلاث مسابقات منفصلة لتشغيل UH-60 و AH-64 و SH-60